# Darius Sadeckas
Darius Sadeckas (* 30. Juni 1979) ist ein litauischer Beamter und Politiker, Vizeminister, stellvertretender Finanzminister des Landes.

## Leben
Nach dem Abitur 1997 an der  Mittelschule Vilnius  absolvierte Darius Sadeckas von 1997 bis 2001 das Bachelorstudium der Wirtschaft und von 2001 bis 2003 das Masterstudium (MBA) an der Fakultät für Wirtschaft der Universität Vilnius. Von 2004 bis 2012 lehrte er als Lektor an der  VšĮ Vilniaus universiteto Tarptautinio verslo mokykla.
Von  2002 bis 2004 war er Oberspezialist und von 2004 bis 2008 stellv. Leiter an der Unterabteilung Investitionen sowie von 2008 bis 2016 stellv. Direktor im Budgetdepartment am Finanzministerium Litauens. Vom 22. Dezember 2016 bis Dezember 2020 war er  stellvertretender Finanzminister von Vilius Šapoka im Kabinett Skvernelis, geleitet von Saulius Skvernelis, und von Juni 2023 bis Dezember 2024 stellvertretender Finanzminister von Gintarė Skaistė im Kabinett Šimonytė, geleitet von Ingrida Šimonytė, tätig. Vom Dezember 2020 bis Juni 2023 war er Berater der Finanzministerin Gintarė Skaistė. Seit Dezember 2024 ist er Vizeminister unter dem Finanzminister Rimantas Šadžius im Kabinett Paluckas, geleitet von Gintautas Paluckas. 